# Diocesi di Boseta
La diocesi di Boseta (in latino: Dioecesis Bosetana) è una sede soppressa e sede titolare della Chiesa cattolica.

## Storia
Boseta, in Tunisia, è un'antica sede episcopale della provincia romana dell'Africa Proconsolare, il cui primate era il vescovo di Cartagine.
Incerta è la localizzaione di questo antico sito nella Proconsolare, chiamato nelle fonti coeve Boset, che Mesnage identifica per assonanza con Henchir-El-Oust, ma che altri autori ritengono ancora non ritrovato.
A Boseta sant'Agostino fece una omelia, come documenta l'elenco delle opere del santo redatto da Possidio, nel quale figura un Sermo habitus Boset.
I primi vescovi documentati di questa diocesi presero parte alla conferenza di Cartagine del 411, che vide riuniti assieme i vescovi cattolici e donatisti dell'Africa romana. La sede era rappresentata, per parte cattolica dal vescovo Palatino, e per parte donatista dal vescovo Felice, che era stato un diacono cattolico. A causa della rarità del nome, Palatino può essere identificato con vescovi omonimi, indicati senza sede di appartenenza, che presero parte a diversi concili africani nel 397, 416 e 425.
Al concilio di Costantinopoli del 553 era presente Crescituro, episcopus civitatis Bossae, provinciae Proconsularis, attribuito da alcuni autori alla sede di Boseta, a da altri a quella di Bossa.
Un altro vescovo di nome Crescituro intervenne al concilio antimonotelita del 646.
Alla conferenza di Cartagine del 411 fu presente un altro vescovo di Boseta, Hilarus episcopus ecclesiae Bosetanae, ex donatista convertitosi al cattolicesimo. La presenza di due vescovi cattolici di Boseta alla stessa riunione ha ipotizzato l'esistenza di due diocesi omonime, questa seconda collocata in Numidia.
Incerta è l'appartenenza del vescovo Palatino destinatario di una lettera di Aurelio di Cartagine nel 419, che viene attribuito all'una o all'altra delle due sedi omonime.
Dal 1933 Boseta è annoverata tra le sedi vescovili titolari della Chiesa cattolica; dal 19 marzo 2021 il vescovo titolare è Marcos Pirán, vescovo ausiliare di Holguín.

## Cronotassi

### Vescovi di Boseta 1
- Palatino † (prima del 397 - dopo il 425)
  - Felice † (menzionato nel 411) (vescovo donatista)
- Crescituro I ? † (menzionato nel 553)
- Crescituro II † (menzionato nel 646)

### Vescovi di Boseta 2
- Ilaro † (menzionato nel 411)
- Palatino ? † (menzionato nel 416)

### Vescovi titolari
- François Van den Berghe, C.I.C.M. † (9 febbraio 1943 - 10 novembre 1959 nominato vescovo di Lisala)
- Vincent de Paul Phạm Văn Dụ † (5 marzo 1960 - 24 novembre 1960 nominato vescovo di Lạng Sơn e Cao Bằng)
- Erasmo Hinojosa Hurtado † (3 maggio 1961 - 6 gennaio 1963 succeduto vescovo di Piura)
- Manuel Jerónimo Yerena y Camarena † (19 agosto 1963 - 2 febbraio 1971 dimesso)
- Alfonso López Trujillo † (25 febbraio 1971 - 2 giugno 1979 succeduto arcivescovo di Medellín)
- Antonio Magnoni † (24 aprile 1980 - 18 marzo 2007 deceduto)
- Francisco Mendoza De Leon (27 giugno 2007 - 21 novembre 2015 nominato vescovo coadiutore di Antipolo)
- Miguel Fernando González Mariño (11 febbraio 2016 - 19 dicembre 2020 nominato vescovo di Espinal)
- Marcos Pirán, dal 19 marzo 2021